# Steelmen Legnano
Gli Steelmen Legnano sono stati una squadra di football americano di Legnano, comune della città metropolitana di Milano, in Lombardia. 

## Storia
Fondati nel 1984, furono la prima squadra di football americano ad essere fondata a Legnano. I Vikings Legnano vennero infatti costituiti a Bollate, mentre i Frogs Legnano furono fondati a Gallarate. Parteciparono a due campionati di serie B, senza ottenere risultati di rilievo (un terzo e un quinto posto nel proprio girone in regular season). Nel 1986 si fusero con i Vikings Legnano scomparendo dal panorama sportivo italiano.

## Dettaglio stagioni

### Tornei nazionali

#### Campionato

##### Serie B
| Stagione | regular season | regular season | regular season | regular season | regular season | regular season | playoff | playoff | playoff | playoff | playoff | playoff   | playoff    |
|          | Vin            | Par            | Per            | Tot            | PF             | PS             | Vin     | Per     | Tot     | PF      | PS      | risultato | avversaria |
| -------- | -------------- | -------------- | -------------- | -------------- | -------------- | -------------- | ------- | ------- | ------- | ------- | ------- | --------- | ---------- |
| 1984     | 5              | 1              | 4              | 10             | 99             | 84             | -       | -       | -       | -       | -       |           |            |
| 1985     | 4              | 1              | 5              | 10             | 117            | 191            | -       | -       | -       | -       | -       |           |            |
| Totale   | 9              | 2              | 9              | 20             | 216            | 275            | -       | -       | -       | -       | -       |           |            |

Fonte: Enciclopedia del Football - A cura di Roberto Mezzetti.

#### Altri tornei
| Stagione | regular season | regular season | regular season | regular season | regular season | regular season | playoff | playoff | playoff | playoff | playoff | playoff    | playoff           |
|          | Vin            | Par            | Per            | Tot            | PF             | PS             | Vin     | Per     | Tot     | PF      | PS      | risultato  | avversaria        |
| -------- | -------------- | -------------- | -------------- | -------------- | -------------- | -------------- | ------- | ------- | ------- | ------- | ------- | ---------- | ----------------- |
| SI 1984  | -              | -              | -              | -              | -              | -              | 0       | 1       | 1       | 0       | 44      | Semifinale | Black Knights Rho |
| Totale   | -              | -              | -              | -              | -              | -              | 0       | 1       | 1       | 0       | 44      |            |                   |

Fonte: Enciclopedia del Football - A cura di Roberto Mezzetti.

### Riepilogo fasi finali disputate
| Anno | Luogo | Evento                   | Fase del torneo | Incontro                             | Risultato |
| 1984 | Rho   | Settimana Internazionale | Semifinale      | Steelmen Legnano - Black Knights Rho | 0 - 44    |